# Плочари (Фојница)
Плочари је насељено место у Босни и Херцеговини у општини Фојница. Административно припада Федерацији Босне и Херцеговине, односно њеном Средњобосанском кантону. Према попису становништва из 2013. у насељу је било 41 становника, а већинску популацију чинили су Бошњаци.

## Становништво
По последњем службеном попису становништва из 2013. године у овом насељу живело је 41 становника, а село је било етнички хомогено са већинском бошњачком популацијом.
| Националност | 2013. | 1991.       | 1981.       | 1971.        |
| Бошњаци      | —     | 67 (100,0%) | 71 (100,0%) | 107 (100,0%) |
| Укупно       | 41    | 67          | 71          | 107          |